# Língua mopi
A língua mopi é uma variação dialetal do goitacá, pertencente à família puri.